# Kyawthuit
Kyawthuit – bardzo rzadki minerał, antymonian bizmutu o wzorze chemicznym BiSbO4.
Nazwany na cześć dr Kyaw Thu, birmańskiego mineraloga i geologa. 
Został zatwierdzony jako nowy minerał w 2015 roku.

## Właściwości
Krystalizuje w układzie jednoskośnym, posiada pryzmatyczny pokrój kryształu. Ma diamentowy połysk. Jest barwy czerwonawopomarańczowej. Jest kruchym i przezroczystym minerałem. Izostrukturalny z klinocerwantytem.

## Występowanie
Został znaleziony w rejonie Mandalaja w aluwium i prawdopodobnie pochodził z pegmatytu. Jest uważany za najrzadszy minerał i kamień szlachetny na Ziemi. Okaz został oszlifowany (ma masę 1,61 karata) i znajduje się obecnie w Muzeum Historii Naturalnej w Los Angeles. 